# Da-Bach-na-Fahrt

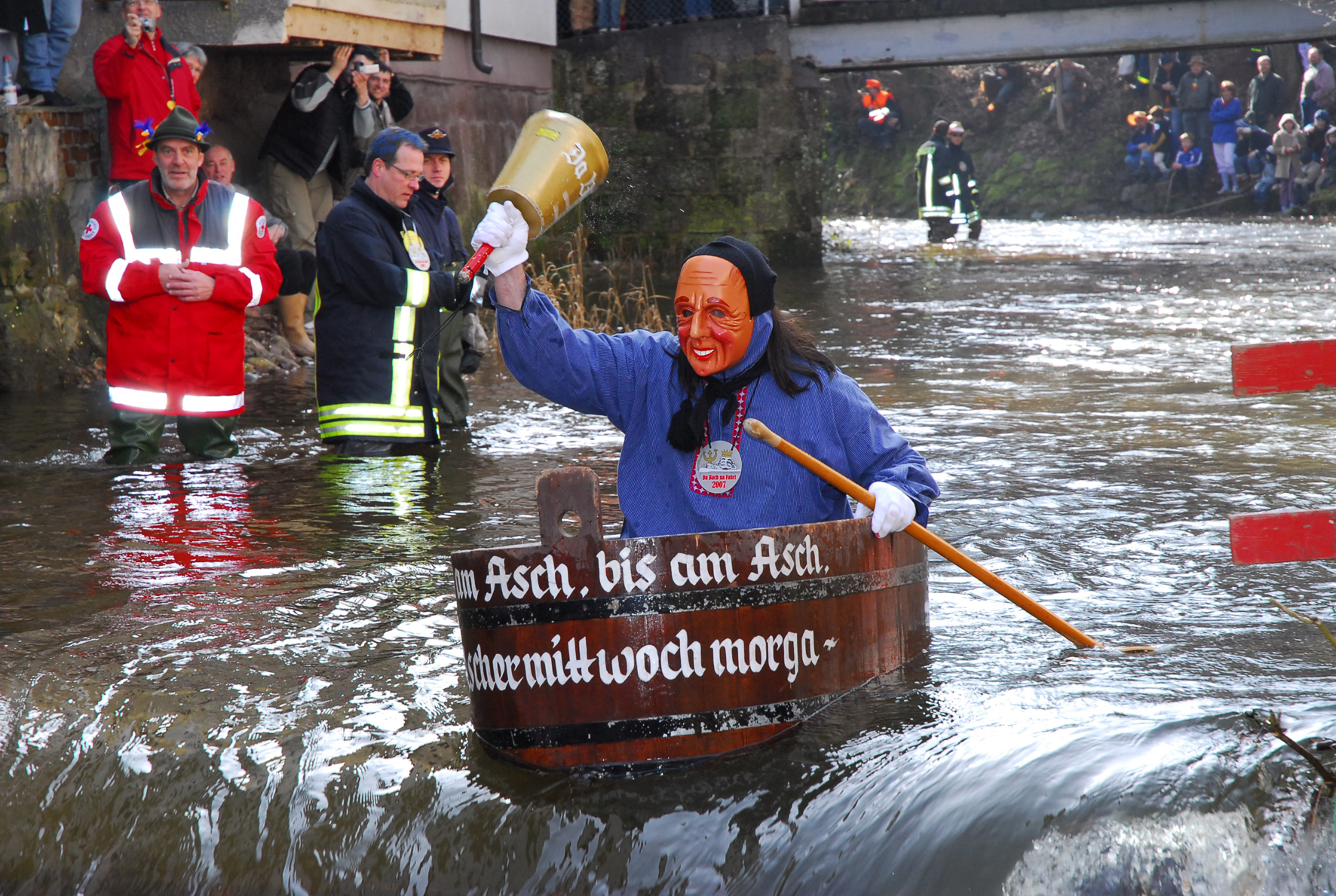
Bach-na-Fahrer bei der Schramberger Fastnacht 2007

Die Da-Bach-na-Fahrt ist ein Teil des Fastnachtsbrauchtums in Schramberg. In einer Art Umzug auf dem Wasser fahren am Rosenmontag 40 Zuber mit jeweils zwei Personen an Bord den Bach Berneck (Schiltach) hinunter (alemannisch na) und werden von etwa 30.000 Besuchern bejubelt.
Die Da-Bach-na-Fahrt entstand 1936 als Protestaktion des Jungen Parlamentes, einer Vereinigung von Bürgersöhnen, die in Opposition zu den etablierten Vertretern der Narrenzunft standen.

## Ablauf
Circa drei Wochen vor der eigentlichen Da-Bach-Na-Fahrt erhalten die vierzig Teams einen Brühzuber aus Holz, welchen sie im Folgenden unter anderem mit Dachlatten, Kartons, Pappmaché verkleiden. Bis 1951 wurden statt der Zuber teilweise auch andere Blechgefäße, Badewannen oder wie 1949 sogar ein Flugzeugtank eines Weltkriegbombers verwendet, was seitdem jedoch nicht mehr erlaubt ist. Die sogenannten Zuberkapitäne wählen dabei meist ein lokales, regionales oder nationales Motto. Bei der Da-Bach-na-Fahrt 2015 waren dies unter anderem: „Da Euro goht da Bach-na“, „25 Jahre Mauerfall“ oder „Steinzeit in Schramberg“.

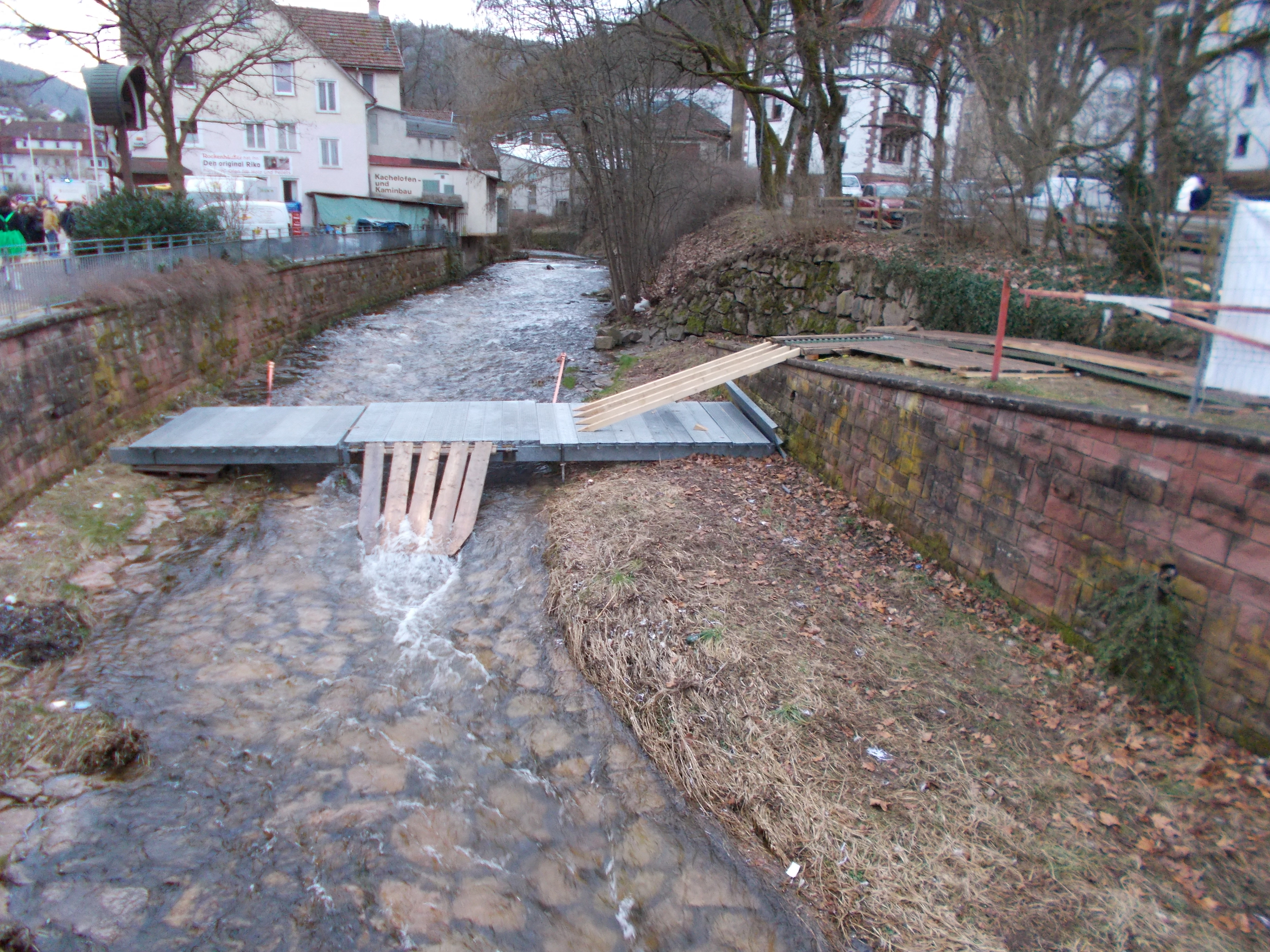
Temporäre Slipanlage in Schramberg, die als Startpunkt der Zuber der Bach-na-Fahrt dient

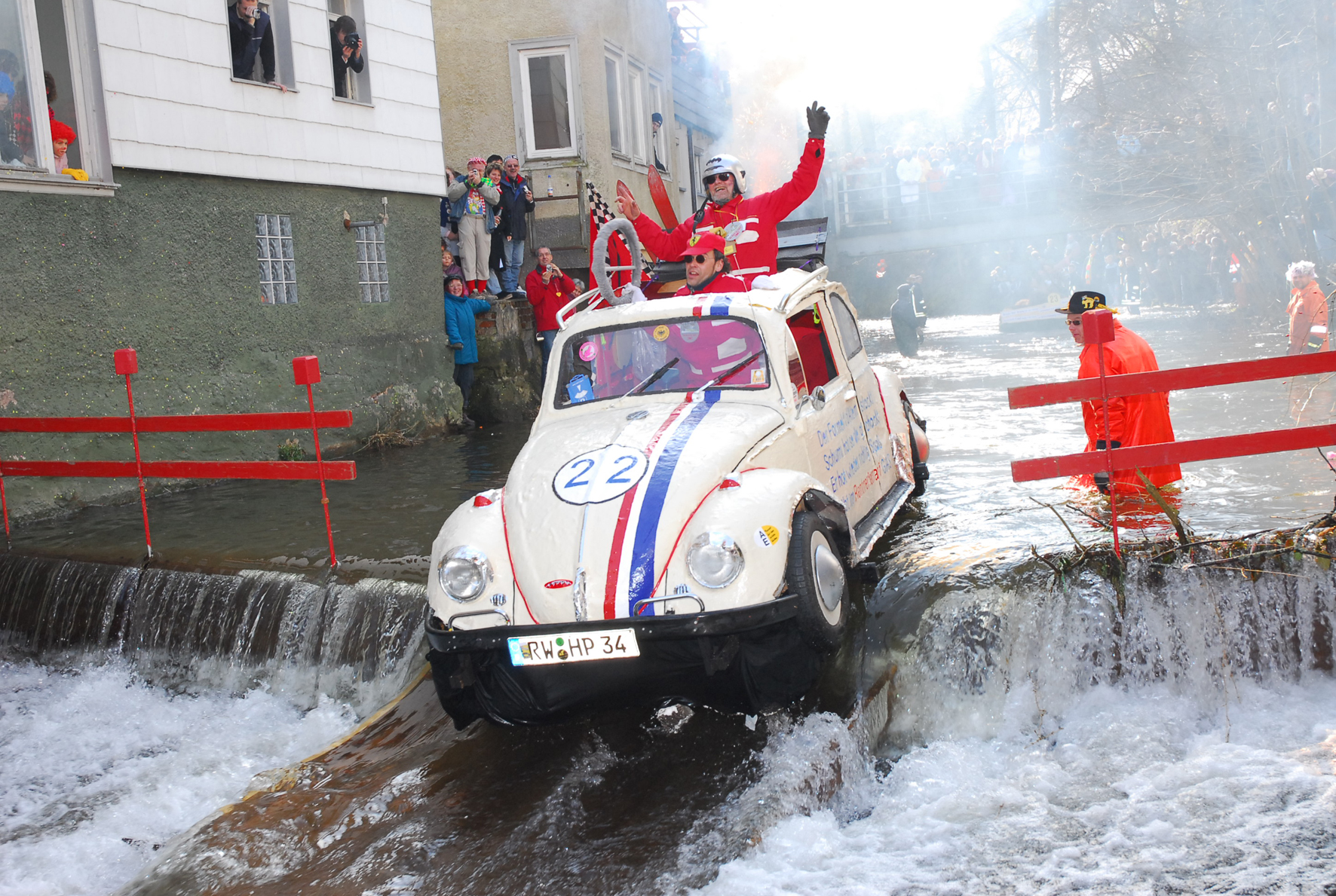
Geschmückter Zuber

Am Tag vor der Da-Bach-Na-Fahrt findet im Zielbereich bei der St.-Maria-Kirche um 20 Uhr die Da-Bach-Na-Fahrer-Taufe statt, bei der die neuen Zuberkapitäne in der eiskalten Schiltach getauft werden.
Am Rosenmontag beginnt für die Da-Bach-Na-Fahrer der Tag mit der Zuberpräsentation um 10 Uhr am Zielbereich der Kanalfahrt. Anschließend ziehen die Teams ab 11 Uhr mit ihren geschmückten Zubern von dort flussaufwärts durch die Innenstadt zum Startpunkt.
Die eigentliche Fahrt auf der Schiltach beginnt um 13 Uhr und dauert in der Regel, je nach Wasserstand und Fahrtüchtigkeit des Zubers, zwischen fünf und zwölf Minuten. Dabei strömen bis zu 30000 Menschen an das Ufer der Schiltach, um die Teams anzufeuern. Der erste und der letzte Zuber ist dabei ohne jeglichen Schmuck gehalten und erinnert an die Gefährte aus den Anfängen der Da-Bach-na-Fahrt.
Am Abend ab 20 Uhr findet der Da-Bach-Na-Fahrer-Ball statt, in dem der Siegerzuber gekürt wird für den schönsten, kreativsten Aufbau. Ebenfalls wird der „Patsch-Nass-Orden“ für das am spektakulärsten gescheiterte Team vergeben.

## Einfluss auf die Schramberger Fasnet
Die Schramberger Narrenfigur des „Da-Bach-Na-Fahrers“ entstand 1939 unter dem Namen des „Bach-Hansels“ und erhielt 1955 die Anerkennung und Aufnahme in die Hanselordnung der Narrenzunft Schramberg.
1954 wurde der Schramberger Narrenmarsch nachträglich um einen Vers ergänzt, der die Da-Bach-Na-Fahrt erwähnt.
Der Schramberger Narrenbrunnen zeigt zwei Narren in einem Zuber. Das 1997 eingeweihte Kunstwerk zeigt somit die enge Verbundenheit der Narren mit ihrem einmaligen Brauchtum.

## Sonstiges
Die Fernsehserie Die Fallers – Eine Schwarzwaldfamilie integrierte erstmals im Jahre 1998 die Da-Bach-Na-Fahrt in ihre Handlung, und auch in den folgenden Jahren, unter anderem 2002, kehrte das Drehteam nach Schramberg zurück, um für die Serie bei der Da-Bach-Na-Fahrt zu drehen.

## Ähnliche Bräuche
- Nabada, Ulm